# Lassen, Sokovo
Lassen je naselje v Občini Sokovo v Okraju Trg na Koroškem v Avstriji.